# Landwirtschaftsschule Eppingen
Die Landwirtschaftsschule Eppingen war die zweitälteste Landwirtschaftsschule in Baden. Sie wurde ursprünglich 1864 in Heidelberg gegründet und 1869 nach Eppingen verlegt.

## Beginn in Heidelberg
Die Schule in Heidelberg wurde am 1. Dezember 1864 mit 24 Schülern eröffnet und war eine Einrichtung des Kreises Heidelberg, dem die Bezirksämter Eppingen, Heidelberg, Sinsheim und Wiesloch unterstanden. Die neu gegründete Landwirtschaftsschule war wie alle derartigen Schulen eine Winterschule, denn im Sommer benötigte man in der Landwirtschaft alle Arbeitskräfte. Die Schüler kamen anfänglich aus den Kreisen Heidelberg, Mannheim und Mosbach.

## Umzug nach Eppingen
In Baden wurden weitere Landwirtschaftsschulen gegründet, beispielsweise in Bühl (1866), Buchen (1867), Müllheim (1867), Meßkirch (1867) und 1868 in Ladenburg. Da die Einzugsgebiete der Landwirtschaftsschulen Heidelberg und Ladenburg sich zu sehr überschnitten, beschloss die badische Regierung, die Heidelberger Schule zu verlegen. Die Städte Sinsheim und Eppingen bewarben sich um ihren Sitz.
Für Sinsheim sprach die günstige Verkehrslage und für Eppingen die ausschließlich landwirtschaftliche Struktur. Zusätzlich erklärte die Stadt Eppingen sich bereit, außer den Personalkosten alle übrigen Kosten der Schule zu übernehmen. Die Entscheidung fiel in Karlsruhe zu Gunsten von Eppingen.
Bevor die Landwirtschaftsschule am 1. November 1869 in Eppingen wiedereröffnet wurde, legte eine Vereinbarung folgende Kostenaufteilung fest: der badische Staat bezahlte den Schulvorstand und war für die Aufsicht über die Schule zuständig. Der Kreis Heidelberg bezahlte die weiteren Lehrkräfte und ebenso die Kosten für die Lehrmittel, Heizung usw. Die Stadt Eppingen stellte die Schulräume einschließlich der Ausstattung zur Verfügung.
Die neue Schule in Eppingen fand bescheidene Räume in der damaligen Höheren Bürgerschule im Roth, der späteren Realschule und heutigen Kraichgauschule. Das erste Schuljahr begann mit 19 Schülern, davon 6 aus Eppingen, und einem Lehrer Heuser als Schulvorstand.

## Eppinger Volksbote vom 20. Oktober 1882
Die landwirtschaftliche Winterschule … ist eine öffentliche Unterrichtsanstalt, welche neben einer angemessenen allgemeinen Bildung, eine theoretische und so weit thunlich, praktische Vorbereitung für das landwirthschaftliche Gewerbe gewährt.
Die Lehrstundenzahl beträgt wöchentlich 40, wozu täglich 2 Arbeitsstunden unter Aufsicht eines Lehrers kommen. (…) Durch den fast ununterbrochenen Aufenthalt der Zöglinge in den Unterrichtslocalen wird ein ersprießliches Zusammenleben der Lehrer mit den Schülern ermöglicht, wodurch die sittliche Erziehung derselben und eine Disciplin gehandhabt und Fleiß, Gehorsam und Ordnungsliebe in die jungen Gemüter eingepflanzt und befestigt werden kann. (…)
An der Kreiswinterschule wirken gegenwärtig 5 Lehrer, nämlich: Landwirtschaftslehrer Wunderlich für den wissenschaftlichen Unterricht in der gesammten Landwirthschaft, Naturwissenschaft und Buchführung.; Bezirkstierarzt Bechtold für den thierärztlichen Unterricht; Gewerblehrer Straub für den Unterricht  im Rechnen, Zeichnen und für theoretischen und praktischen Unterricht im Feldmessen und Nivelliren; Reallehrer Schwarz für den deutschen Unterricht; Handelsgärtner und Obstzüchter Kögel für praktische Unterweisungen in der Obstbaumzucht.

## Entwicklung der Schule
Die Schule verzeichnete steigende Schülerzahlen, bis 1902 in Mosbach eine neue Winterschule eingerichtet wurde. 1910 bezog die Landwirtschaftsschule das neue Gebäude der Gewerbe- und Landwirtschaftsschule in der heutigen Ludwig-Zorn-Straße. Im Ersten Weltkrieg gab es eine Unterbrechung, das Schulgebäude wurde als Hilfslazarett genutzt, und der erste Nachkriegsunterricht begann 1919 mit 66 Schülern. Im Schuljahr 1925/26 erreichte die Schülerzahl ihren bisherigen Höhepunkt.
Die 1933 erfolgte Einführung des Pflichtschulbesuches für Bauernsöhne ließ die Schülerzahl so ansteigen, dass 1935 eine Zweigstelle in Neckarbischofsheim – 1949 wurde diese selbständig von Eppingen – zur Entlastung eingerichtet wurde. Ab 1939 wurden die Jungbäuerinnen des gesamten Gebietes in der Mädchenabteilung in Neckarbischofsheim unterrichtet.

## Reichskuratorium für Technik in der Landwirtschaft
Nach 1933 wurde der Landwirtschaftsschule eine Außenstelle des Reichskuratoriums für Technik in der Landwirtschaft  angegliedert. Meyers Lexikon schreibt 1942: … ursprünglich technische Auskunftstelle des Reichsministeriums für Ernährung und Landwirtschaft, fördert heute Ausgestaltung, Verbreitung und Nutzbarmachung aller technischen Einrichtungen, Verfahren und Hilfsmittel zur Steigerung der wirtschaftlichen Erzeugung in Land- und Forstwirtschaft sowie in Garten-, Obst- und Weinbau (…) In neuester Zeit ist u. a. die Verteilung der Rohstoffkontingente hinzugetreten.

## Bäuerlicher Versuchsring Elsenzgau
Die Tätigkeit des 1926 gegründeten Versuchsrings Elsenzgau übernahm nach dessen zwangsweiser Auflösung im Rahmen der Gleichschaltung aller Lebens- und Wirtschaftsbereiche 1933 die neu eingerichtete Wirtschaftsberatungsstelle der Landesbauernschaft bei der Landwirtschaftsschule Eppingen.

## Kriegs- und Nachkriegszeit
Schon damals waren Neubaupläne vorhanden, um den neuen Aufgaben, mit denen auch weiteres Personal folgte, ausreichend Platz zu bieten. Der Zweite Weltkrieg verhinderte die räumliche Erweiterung. Während des Krieges wurden Teile der Räume zweckentfremdet und der Unterricht auf die Winterkurse eingeschränkt.
Ab 1947 lief der Schulbetrieb wie in der Vorkriegszeit. Da jedoch 1949 die Zweigstelle Neckarbischofsheim selbständig wurde, verringerte sich der Einzugsbereich für die Eppinger Schule um die Gemeinden Zuzenhausen, Hoffenheim, Daisbach, Babstadt und Bad Rappenau.

## Entstehung und Geschichte des Landwirtschaftsamtes Eppingen
1950 wurde das Landwirtschaftsamt Sinsheim nach Eppingen verlegt, die neue Dienststelle wurde als Landwirtschaftsamt Eppingen bezeichnet. Die Landwirtschaftsschule wurde ein Teil dieses Amtes und der Leiter für beide Bereiche verantwortlich.
Das Landwirtschaftsamt Eppingen wurde anlässlich der Kreisreform 1974 dem Landkreis Heilbronn als zweites Landwirtschaftsamt zugeordnet. Der Amtsbereich erstreckte sich nun auf das Zabergäu und den Kraichgau mit den Gemeinden Bad Rappenau, Eppingen, Gemmingen, Ittlingen, Kirchardt, Siegelsbach, Brackenheim, Cleebronn, Güglingen, Massenbachhausen, Pfaffenhofen, Schwaigern und Zaberfeld.

### Aufgabenbereich
- Referat 1: Agrarstruktur- und Landschaftsentwicklung
- Referat 2: Betriebswirtschaft
- Referat 3: Produktionstechnik und Vermarktung
- Referat 4: Ländliche Hauswirtschaft

### Dienstgebäude
Zunächst musste die Dienststelle ab 1950 im ehemaligen Amtsgefängnis in der Wilhelmstraße 18 untergebracht werden.49° 8′ 10,3″ N, 8° 54′ 23,7″ O Nach dem 1953 erfolgten Neubau der Landwirtschaftsschule zog das Landwirtschaftsamt ebenfalls in dieses Gebäude. Nach Auflösung der Landwirtschaftsschule Eppingen 1974 war das Gebäude für das verbliebene Landwirtschaftsamt zu groß, deshalb zog es 1979 in das Amtsgebäude in der Kaiserstraße 1, 1873 erbaut für das Amtsgericht Eppingen und bis 1979 Dienstsitz des Notariats.49° 8′ 12,7″ N, 8° 54′ 24,2″ O
Trotz Protesten wurde das Landwirtschaftsamt zum 1. Oktober 1997 aufgelöst, und das Landwirtschaftsamt Heilbronn übernahm den gesamten Dienstbezirk im Landkreis Heilbronn.

## Erweiterung
Wegen Raummangels zog ein Teil der neuen Behörde in das ehemalige Amtsgefängnis des 1924 aufgelösten Bezirksamtes Eppingen an der Kaiserstraße Ecke Wilhelmstraße.  Nun konnten die Planungen des seit 1939 neuen Trägers der Schule, des Landkreises Sinsheim, realisiert werden. Am 9. Juli 1953 wurde die neue Kreislandwirtschaftsschule oberhalb der Maschinenfabrik Dieffenbacher eingeweiht. Sie bot ausreichend Platz für alle Aktivitäten des Landwirtschaftsamtes Eppingen als untere Verwaltungsbehörde der Landwirtschaft für den Landkreis Sinsheim.

## Jubiläum und Ende
Im Juli 1964 feierte die Landwirtschaftsschule ihr hundertjähriges Bestehen, denn die Gründung 1864 in Heidelberg wurde immer als die eigentliche Geburt betrachtet.
Viele Faktoren brachten das Ende dieser über 100 Jahre existierenden ländlichen Fachschule. Die strukturellen Veränderungen in der Landwirtschaft, weniger Personal und mehr Maschinen, zentrale Fachschulen, ebenso Einsparungen des Staates und abnehmende Bedeutung der Landwirtschaft besiegelten das Ende. Die Schule wurde 1974 geschlossen, das Landwirtschaftsamt am 1. Oktober 1997 aufgelöst. Ein Verein ehemaliger Landwirtschaftsschüler in Eppingen veranstaltet Treffen, um die Kontakte unter den ehemaligen Schülern nicht abreißen zu lassen.